# Mercado primario

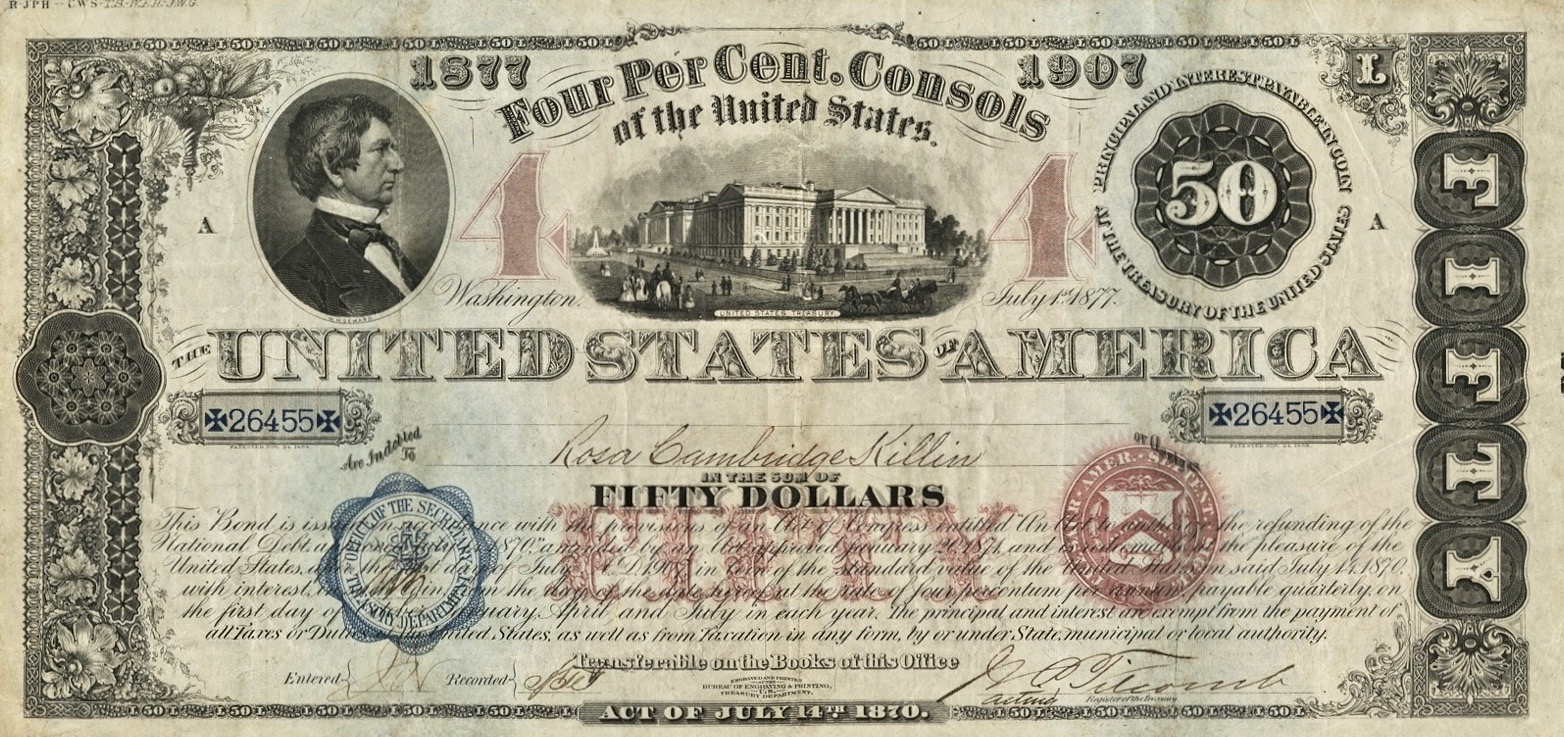
1877 4 % US $50 Consol... hoy las emisiones de bonos del Tesoro de EE. UU. son el mercado primario más grande del mundo

El mercado primario o mercado de emisión es aquel mercado financiero en el que se emiten valores negociables  y en el que por tanto se transmiten los títulos por primera vez. Los mercados de valores se dividen en mercados primarios y secundarios, separando la fase de emisión de valores y la de su negociación posterior. Se llama mercado primario cuando los activos financieros intercambiados son de nueva creación, los oferentes de títulos en el mercado son las entidades necesitadas de recursos financieros y que acuden a este mercado a emitir sus títulos, por el lado de los demandantes se encuentran los inversores, que con excedentes de recursos financieros acuden a estos mercados a adquirir títulos. Los títulos son emitidos en el mercado primario que sirve para la captación de ahorro y que supone por tanto la captación de nueva financiación y posteriormente los valores ya adquiridos se negocian en el mercado secundario que vendría a ser un mercado de segunda mano o de reventa.
La puesta de acciones en el mercado primario supone siempre una ampliación del capital social de una empresa. Por el contrario, las acciones del mercado secundario son títulos valores ya existentes en la sociedad que no suponen un aumento del capital social.

## Ejemplo
Un ejemplo de mercado primario es una ampliación de capital de una empresa que emite acciones por un determinado valor. Posteriormente estas acciones podrán ser transmitidas en Bolsa que constituye por tanto un mercado secundario.

## Colocación directa
En la venta directa los inversores adquieren los títulos sin participación de entidades o intermediarios. Las emisiones de valores en el mercado primario puede ser una oferta pública de valores, dirigida a todo el público o una colocación privada, restringida a un grupo concreto de inversores. En la colocación privada se transmiten grandes paquetes de acciones u obligaciones a inversores institucionales (bancos o empresas de seguros, fondos de inversión, fondos de pensiones entre otros) que invierten grandes recursos en valores mobiliarios, tiene como ventaja el que produce menores gastos en publicidad y comisiones, otorga mayor flexibilidad de negociación y también mayor rapidez.

## Colocación indirecta
La colocación indirecta es la venta en la que se utilizan los intermediarios financieros para realizar la emisión. Los bancos de inversión suelen actuar como intermediarios entre los emisores de títulos y los posibles suscriptores. En la emisión puede intervenir un banco o un conjunto que formen un sindicato, puede adoptar diversas modalidades:
- Venta en firme: La entidad intermediaria facilita la venta y adquiere el compromiso de quedarse con los títulos que no queden vendidos, es la modalidad preferida por las empresas pero también la más cara.
- Venta a comisión: La entidad intermediaria cobra una comisión por título vendido pero no garantiza su venta.
  - Acuerdo stand by: venta a comisión y compromiso de adquisición a precio especial de los no vendidos.

La actuación de los bancos de inversión en estas operaciones son básicamente dos, sirven como intermediario entre los emisores de los títulos y los posibles suscriptores y sirven también como consejeros financiero en materia de precio emisión y del momento más adecuado para el lanzamiento.